# Рикардс, Родриго
Родриго Рикардс (латыш. Rodrigo Rikards; 20 сентября 1941, Рига, СССР — 01 апреля 2014, Рига, Латвия) — советский, латвийский режиссёр, сценарист, кинооператор документального кино. Офицер Ордена Трёх Звезд — высшей государственной награды Латвийской республики (2003 год).

## Биография
Родриго Рикардс родился в Риге в 1941 году. После окончания средней школы в 1960 году поступил на работу на Латвийское телевидение помощником оператора. Позже с отличием окончил Всесоюзный государственный институт кинематографии в Москве. В качестве дипломной работы снял первый цветной фильм на Латвийском телевидении «Полчаса в Латвии». С 1965 по 1995 год работал режиссёром, кинооператором и сценаристом студии Telefilma-Rīga. Принял непосредственное участие в событиях января 1991 года в Риге, где снимал хронику происходящего противостояния.
В 1995 году создал свою студию визуального искусства Scilla. Снимал малобюджетные фильмы. В это же время писал картины, публиковал книги.
За годы творческой активности снял сам или принял непосредственное участие в создании более 100 документальных фильмов. Один из самых известных «Sirdsdaugava», выпущенный в 1987 году в знак протеста против строительства Даугавпилсской ГЭС. Лента получила первый приз на Международном кинофестивале в Фрайбурге и была первой в Латвии картиной, которую показали по иностранному телевидению.

## Избранная фильмография
- 1964 год - "Живая глина";
- 1972 год — «Письмо из дома твоего отца»;
- 1974 год - "Лубанские плавни";
- 1979 год — «Ветер с моря» (об экологических проблем Балтийского моря);
- 1979 год - "Улыбка на арене";
- 1987 год — «Sirdsdaugava» (Протест против строительства Даугавпилсской ГЭС);
- 1988 год — «Изгнание. Райнис. Кастаньола» (О вынужденной эмиграции поэта и мыслителя Райниса в Швейцарию);
- 1991 год — «Латвийские церкви»;
- 1991—1992 — «Янтарный путь» (3 фильма. Об историческом Янтарном пути из Балтийского моря до берегов Римской империи);
- 1998 год — «Люди моего дома. Андрейс Эглитис» (О латышском поэте и общественном деятеле);
- 2000 год — «Tempus perfectum» (Продюсер. О международном фестивале старинной музыки в Латвии);
- 2000 год — «Спасители и сохранённые» (О латыше Жанисе Липке, спасшем в годы Второй мировой войны жизни 350 евреям);
- 2001 год — «Аспазия» (О латышской поэтессе и драматурге);
- 2001 год — «Полковник Оскар Калпакс» (О первом командире латышских национальных частей);
- 2001 год — «Существуя в музыке. Леонидс Вигнерс» (О латышском композиторе);
- 2002 год — «Правда о Латышском Легионе» (Авторский взгляд на формирование и действия Латышского добровольческого легиона СС);
- 2002 год — «Расцвет Латвии»;
- 2003 год — «Латышская национальная партизанская война»;
- 2010 год — «100 лет и кисти. Маргарита Стипниекс».